# انقلاب زمستانی (فیلم)
انقلاب زمستانی (انگلیسی: Winter Solstice) فیلمی است که در سال ۲۰۰۴ منتشر شد. از بازیگران آن می‌توان به آنتونی لاپالیا، آرون استنفورد، مارک وبر و میشل موناهن اشاره کرد.